# Aldo Firicano
Aldo Firicano (Erice, 12 marzo 1967) è un allenatore di calcio ed ex calciatore italiano, di ruolo difensore, tecnico del Tuttocuoio.

## Carriera

### Giocatore

#### Gli inizi, l'Udinese
Nativo di Erice, Firicano iniziò la sua carriera con il Ligny Trapani, prima nelle giovanili e poi in Interregionale nel 1982-1983, venendo acquistato dalla Cavese dove rimase due stagioni (prima in Serie B e poi in Serie C) senza mai scendere in campo.
Nel 1985-1986 venne ceduto all'Udinese, militante in massima serie, ma anche qui non riuscì a trovare spazio: nella stagione successiva, nel corso della sessione autunnale del calciomercato, venne quindi girato in prestito alla Nocerina, in Serie C1, dove giocò 26 gare mettendo a segno quattro gol. Tornato nella formazione friulana, retrocessa in Serie B, disputò due stagioni da titolare, facendo registrare 25 presenze e cinque reti, nella prima annata, mentre in quella successiva scende in campo 28 volte, senza segnare gol..

#### Cagliari

Firicano (in piedi, secondo da destra) nel Cagliari semifinalista in Coppa UEFA 1993-1994

Nell'estate del 1989 passò al Cagliari, neopromosso dalla C1 nella serie cadetta, con il quale giocò 34 gare da titolare e conquistò la promozione in Serie A. Nel 1990-1991 Firicano esordì nella massima serie il 9 settembre 1990, nella gara Cagliari-Inter 0-3: a fine stagione la squadra sarda raggiunse la salvezza alla penultima giornata e il difensore trapanese disputò 30 gare. Nella stagione successiva i cagliaritani conquistarono nuovamente la salvezza, con Firicano che realizza una rete in 32 presenze. Nella campionato 1992-1993 i sardi guadagnarono la qualificazione in Coppa UEFA, superando all'ultima giornata la Sampdoria. Questa è la miglior stagione della sua carriera, con 33 gare disputate e quattro reti, oltre alla conquista delle qualificazione ad una coppa Europea.
Nella stagione 93-94, con Bruno Giorgi come allenatore, scende in campo 33 volte, oltre a far registrare 10 presenze in campo europeo, realizzando due reti: la prima al 14 del pt contro il Malines (Mechelen) in casa, nella gara vinta dai cagliaritani per 2-0 (seconda rete di Allegri), e la seconda nei quarti di finale a Torino contro la Juventus, nell'incontro vinto dagli isolani per 2-1 (23' pt D. Baggio, 33' pt Firicano, 61' Oliveira). Nel cammino con il Cagliari elimina via-via, Dinamo Bucarest, Trabzonspor, Malines, Juventus, fermandosi poi in semifinale contro l'Inter, che poi vincerà la Coppa contro il Salisburgo. Come compagni di squadra del tempo a Cagliari, ha Massimiliano Allegri, Bisoli, Matteoli, Pusceddu, Lulù Oliveira, Herrera e Dely Valdés.
Nella stagione 94-95, scende in campo 30 volte realizzando due gol. Nel campionato successivo come allenatore ha Giovanni Trapattoni, che rimane in sella fine a febbraio, venendo poi sostituito da Bruno Giorgi. Nell'annata Firicano centra la porta avversaria due volte, in 33 presenze. Le ultime in maglia rossoblù, che lascia dopo essere sceso in campo complessivamente 225 volte in campionato (191 in Serie A), realizzando in tutto nove reti.

#### Fiorentina
Nel mercato estivo del 1996 fu acquistato dalla Fiorentina, dove ritrova il suo ex tecnico del Cagliari, Claudio Ranieri, ed all'esordio ufficiale con i viola, conquista la Supercoppa italiana battendo il Milan per 2-1. Nella sua prima stagione a Firenze disputò 18 gare di campionato: le sue presenze salirono a 31 nelle stagione successiva, dove mise a segno due reti. Nel 1998-1999 giocò solo 11 gare, facendo da riserva a Sandro Cois e Moreno Torricelli, giocando una gara di Coppa UEFA: il terzo posto conquistato in campionato garantì alla Fiorentina l'accesso alla Champions League, dove Firicano disputò sette gare, a cui vanno aggiunte altre 20 presenze in campionato con una rete segnata. Nel 2000-2001, chiuso dai titolari, disputò solo tre partite in Serie A vince la sesta Coppa Italia della Fiorentina: nel mercato di gennaio venne ceduto alla Salernitana in Serie B.

#### Ultime stagioni e ritiro
Nella squadra campana disputò 16 gare da titolare, contribuendo alla conquista della salvezza, che terminò quindicesima: al termine della stagione il difensore trapanese scese nuovamente di categoria, questa volta all'Arezzo in C1, dove disputò 21 partite senza mettere a segno alcuna rete. Nella stagione 2002-2003 passò all'Itala San Marco, militante in Serie D, dove siglò tre reti in 31 gare: giocò un'ultima stagione nella Sestese, dove nel 2004, con 28 presenze e due reti, chiude la sua carriera di calciatore a 37 anni.

### Allenatore

#### Gli inizi, Sestese e Biella
Conseguito il patentino di allenatore a Coverciano, allena nella stagione 2004-05,la Sestese, in Serie D, dove aveva appena concluso la sua carriera da giocatore. Guida i toscani alla conquista del quinto posto e ai play-off di categoria, nel girone F, dove vengono eliminati (vittoria per 1-0 nella gara di esordio in trasferta con il Cascina e sconfitta al ritorno in casa). Il campionato 2005-06, lo vede inizialmente spettatore per poi subentrare il 20 novembre 2005, alla guida della Biellese, in C2, in sostituzione di Sergio Caligaris, con i lanieri sul fondo della classifica. Chiude la stagione al terzultimo posto con 33 punti, con un ruolino di marcia che in 22 gare lo vede vincere 5 volte, pareggiare nove e perdere otto, con una media punti di 1,089, andando a giocarsi i play-out, contro il Portogruaro (38). Nel doppio scontro con i granata centra la salvezza, grazie alla vittoria interna nella gara di andata per 1-0 (rete di Zirafa) e pareggiando per 0-0 quella di ritorno.

#### Südtirol
Va al Südtirol, sempre in C2, andando a sostituire Marco Baroni. Al termine del girone di andata gli altoatesini guidati da Firicano, si trovavano al terzo posto in classifica, a due punti dalla Nuorese ed uno dalla Pro Vercelli. Chiuderanno la stagione al settimo posto, con 49 punti, con un cammino fatto di 12, vittorie, 13 pari, nove sconfitte ed una media punti di 1,44.
La stagione 2007-08, lo vede sempre alla guida dei biancorossi, dove chiude all'undicesimo posto, uno dei peggiori risultati negli ultimi quindici anni degli altoatesini. Il cammino è composto da 10 vittorie, 14 pari e 10 sconfitte, per una media punti 1,29. Al termine della stagione risolse consensualmente il contratto con la società.

#### Le esperienze in Toscana
Due giorni dopo firma un nuovo contratto con la Carrarese, in Lega Pro Seconda Divisione, dove è stato esonerato dopo la terza giornata di ritorno, con i marmiferi nelle ultime posizioni, con 5 vittorie, nove pareggi e sei sconfitte, con una media punti di 1.29, venendo sostituito da Rino Lavezzini, che copriva già la carica di Direttore Tecnico, in seno ai gialloblu. Il campionato 2009-10, lo vede inizialmente senza squadra, per poi subentrare all'undicesima giornata sulla panchina del Poggibonsi, sul fondo della classifica in sostituzione di Fabrizio Del Rosso, con il quale conquista la salvezza ai play-out. Nella gara di andata supera il Bellaria Igea-Marina in trasferta per 1-0 e pareggiando 0-0 la gara di ritorno. Con un ruolino che in 23 incontri, vede 7 vittorie, 9 pari e 7 sconfitte, per una media punti di 1,3.
Viene confermato alla guida dei giallorossi nella stagione successiva, venendo esonerato dopo 18 giornate, il 31 gennaio 2011, con un cammino fatto di sette vittorie, 4 pareggi e sette sconfitte, per una media punti di 1,39. Al suo posto viene chiamato Antonio Soda.
Anche ad inizio stagione 2011-12 si ritrova senza panchina, sino al termine del girone di andata, quando il 20 dicembre 2011 viene ufficializzato il suo ingaggio alla guida del Borgo a Buggiano in Lega Pro Seconda Divisione, in sostituzione di Gianluca Colonnello. Firicano rileva la squadra al sestultimo posto in classifica e già dopo poche giornate la porta a centro classifica, anche grazie al fatto di ritrovarsi diverse squadre raccolte in pochi punti. In cinque partite conquista nove punti; due vittorie in casa con Cuneo e Treviso, una esterna a Montichiari, oltre a far registrare due sconfitte consecutive Rimini fuori casa per 2-0 ed in casa contro l'Alessandria per 2-1. Al termine della stagione il Borgo a Buggiano chiude al 10 posto, con 51 punti. Con Aldo Firicano in panchina 19 gare, vinte 9, pareggiate 3 e perse sette, per una media punti di 1,58.

#### Pro Patria, Pergolettese e Forlì
Il 25 giugno 2012 viene ingaggiato dalla Pro Patria con cui vince il campionato di Seconda Divisione.
Il 16 febbraio 2014, viene chiamato a sedere sulla panchina della Pergolettese al posto di Salvatore Giunta esonerato dopo la sconfitta in campionato contro il Mantova. Termina la stagione con la retrocessione della squadra.
Il 10 marzo 2015 sostituisce Richard Vanigli sulla panchina del Forlì, ma non riesce a evitare la retrocessione dei galletti in Serie D.

#### Trapani
Nel 2016 allena gli U17 del Trapani.

#### Carrarese
Il 28 febbraio 2017 torna ad allenare, prendendo il posto del dimissionario Andrea Danesi.

#### Prato
Dal 15 febbraio 2021 è il nuovo mister del Prato, prendendo il posto del allenatore dimissionario Vincenzo Esposito. A fine stagione, complice il cambio di proprietà, non viene confermato.

#### Sangiovannese e Tuttocuoio
L'8 marzo 2022 viene annunciato come nuovo allenatore della Sangiovannese, in Serie D. A fine stagione raggiunge l'accordo con i toscani anche per l'annata 2022-23. Il 18 Maggio 2023 la società comunica di aver interrotto il rapporto con il tecnico Siciliano. 
Il 14 marzo 2024 viene ufficializzato come nuovo allenatore del Tuttocuoio, società dell'Eccellenza toscana, dove subentra a Nicola Sena. A fine stagione centra la promozione in Serie D.

## Statistiche

### Presenze e reti nei club
| Stagione          | Squadra           | Campionato        | Campionato | Campionato | Coppe nazionali | Coppe nazionali | Coppe nazionali | Coppe continentali | Coppe continentali | Coppe continentali | Altre coppe | Altre coppe | Altre coppe | Totale | Totale |
| Stagione          | Squadra           | Comp              | Pres       | Reti       | Comp            | Pres            | Reti            | Comp               | Pres               | Reti               | Comp        | Pres        | Reti        | Pres   | Reti   |
| ----------------- | ----------------- | ----------------- | ---------- | ---------- | --------------- | --------------- | --------------- | ------------------ | ------------------ | ------------------ | ----------- | ----------- | ----------- | ------ | ------ |
| 1983-1984         | Cavese            | B                 | 0          | 0          | CI              | 1               | 0               | -                  | -                  | -                  | -           | -           | -           | 0      | 0      |
| 1984-1985         | Cavese            | C1                | 0          | 0          | CI              | 0               | 0               | -                  | -                  | -                  | -           | -           | -           | 0      | 0      |
| 1985-1986         | Udinese           | A                 | 0          | 0          | CI              | ?               | ?               | -                  | -                  | -                  | -           | -           | -           | 0      | 0      |
| 1986-1987         | Nocerina          | C1                | 26         | 4          | CI              | 0               | 0               | -                  | -                  | -                  | -           | -           | -           | 26     | 4      |
| 1987-1988         | Udinese           | B                 | 25         | 5          | CI              | ?               | ?               | -                  | -                  | -                  | -           | -           | -           | 25     | 5      |
| 1988-1989         | Udinese           | B                 | 28         | 0          | CI              | ?               | ?               | -                  | -                  | -                  | -           | -           | -           | 28     | 0      |
| Totale Udinese    | Totale Udinese    | Totale Udinese    | 53         | 5          |                 | ?               | ?               |                    |                    |                    |             |             |             | 53     | 5      |
| 1989-1990         | Cagliari          | B                 | 34         | 0          | CI              | 0               | 0               | -                  | -                  | -                  | -           | -           | -           | 34     | 0      |
| 1990-1991         | Cagliari          | A                 | 30         | 0          | CI              | 1               | 0               | -                  | -                  | -                  | -           | -           | -           | 30     | 0      |
| 1991-1992         | Cagliari          | A                 | 32         | 1          | CI              | ?               | ?               | -                  | -                  | -                  | -           | -           | -           | 32     | 1      |
| 1992-1993         | Cagliari          | A                 | 33         | 4          | CI              | ?               | 1               | -                  | -                  | -                  | -           | -           | -           | 33+?   | 5      |
| 1993-1994         | Cagliari          | A                 | 33         | 0          | CI              | ?               | ?               | CU                 | 10                 | 2                  | -           | -           | -           | 43     | 2      |
| 1994-1995         | Cagliari          | A                 | 30         | 2          | CI              | ?               | ?               | -                  | -                  | -                  | -           | -           | -           | 30     | 2      |
| 1995-1996         | Cagliari          | A                 | 33         | 2          | CI              | ?               | ?               | -                  | -                  | -                  | -           | -           | -           | 33     | 2      |
| Totale Cagliari   | Totale Cagliari   | Totale Cagliari   | 225        | 9          |                 | ?               | 1+?             |                    | 10                 | 2                  |             |             |             | 235+?  | 12     |
| 1996-1997         | Fiorentina        | A                 | 18         | 0          | CI              | 2               | 0               | CdC                | 5                  | 0                  | SI          | 1           | 0           | 26     | 0      |
| 1997-1998         | Fiorentina        | A                 | 31         | 2          | CI              | 6               | 0               | -                  | -                  | -                  | -           | -           | -           | 37     | 2      |
| 1998-1999         | Fiorentina        | A                 | 11         | 0          | CI              | 4               | 0               | CU                 | 1                  | 0                  | -           | -           | -           | 16     | 0      |
| 1999-2000         | Fiorentina        | A                 | 20         | 1          | CI              | 3               | 0               | CL                 | 7                  | 0                  | -           | -           | -           | 30     | 1      |
| 2000-gen. 2001    | Fiorentina        | A                 | 3          | 0          | CI              | 2               | 0               | -                  | -                  | -                  | -           | -           | -           | 5      | 0      |
| Totale Fiorentina | Totale Fiorentina | Totale Fiorentina | 83         | 3          |                 | 17              | 0               |                    | 13                 | 0                  |             | 1           | 0           | 114    | 3      |
| gen.-giu. 2001    | Salernitana       | B                 | 16         | 0          | CI              | -               | -               | -                  | -                  | -                  | -           | -           | -           | 16     | 0      |
| 2001-2002         | Arezzo            | C1                | 21         | 0          | CI              | 0               | 0               | -                  | -                  | -                  | -           | -           | -           | 21     | 0      |
| 2002-2003         | Itala San Marco   | D                 | 31         | 3          | -               | -               | -               | -                  | -                  | -                  | -           | -           | -           | 31     | 3      |
| 2003-2004         | Sestese           | D                 | 28         | 2          | -               | -               | -               | -                  | -                  | -                  | -           | -           | -           | 28     | 2      |
| Totale carriera   | Totale carriera   | Totale carriera   | 483        | 26         |                 | 17+?            | 1+?             |                    | 23                 | 2                  |             | 1           | 0           | 524+?  | 29+?   |

### Statistiche da allenatore
Statistiche aggiornate al 11 maggio 2025. In grassetto le competizioni vinte.
| Stagione             | Squadra              | Campionato           | Campionato | Campionato | Campionato | Campionato | Coppe nazionali | Coppe nazionali | Coppe nazionali | Coppe nazionali | Coppe nazionali | Coppe continentali | Coppe continentali | Coppe continentali | Coppe continentali | Coppe continentali | Altre coppe | Altre coppe | Altre coppe | Altre coppe | Altre coppe | Totale | Totale | Totale | Totale | % Vittorie | Piazzamento             |
| Stagione             | Squadra              | Comp                 | G          | V          | N          | P          | Comp            | G               | V               | N               | P               | Comp               | G                  | V                  | N                  | P                  | Comp        | G           | V           | N           | P           | G      | V      | N      | P      | %          | Piazzamento             |
| -------------------- | -------------------- | -------------------- | ---------- | ---------- | ---------- | ---------- | --------------- | --------------- | --------------- | --------------- | --------------- | ------------------ | ------------------ | ------------------ | ------------------ | ------------------ | ----------- | ----------- | ----------- | ----------- | ----------- | ------ | ------ | ------ | ------ | ---------- | ----------------------- |
| 2004-2005            | Sestese              | D                    | 38+2       | 20+1       | 12         | 6+1        | CI-D            | 4               | 1               | 1               | 2               | -                  | -                  | -                  | -                  | -                  | -           | -           | -           | -           | -           | 44     | 22     | 13     | 9      | 50,00      | 2º                      |
| nov. 2005-2006       | Biellese             | C2                   | 22+2       | 5+1        | 9+1        | 8          | -               | -               | -               | -               | -               | -                  | -                  | -                  | -                  | -                  | -           | -           | -           | -           | -           | 24     | 6      | 10     | 8      | 25,00      | subentrato, 16º         |
| 2006-2007            | Südtirol             | C2                   | 34         | 12         | 14         | 8          | CI-C            | 4               | 0               | 1               | 3               | -                  | -                  | -                  | -                  | -                  | -           | -           | -           | -           | -           | 38     | 12     | 15     | 11     | 31,58      | 7º                      |
| 2007-2008            | Südtirol             | C2                   | 34         | 10         | 14         | 10         | CI-C            | 4               | 1               | 0               | 3               | -                  | -                  | -                  | -                  | -                  | -           | -           | -           | -           | -           | 38     | 11     | 14     | 13     | 28,95      | 12º                     |
| Totale Südtirol      | Totale Südtirol      | Totale Südtirol      | 68         | 22         | 28         | 18         |                 | 8               | 1               | 1               | 6               |                    | -                  | -                  | -                  | -                  |             | -           | -           | -           | -           | 76     | 23     | 29     | 24     | 30,26      |                         |
| 2008-gen. 2009       | Carrarese            | 2D                   | 20         | 5          | 9          | 6          | CI-LP           | 4               | 0               | 2               | 2               | -                  | -                  | -                  | -                  | -                  | -           | -           | -           | -           | -           | 24     | 5      | 11     | 8      | 20,83      | esonerato               |
| nov. 2009-2010       | Poggibonsi           | 2D                   | 21+2       | 6+1        | 8+1        | 7          | CI-LP           | -               | -               | -               | -               | -                  | -                  | -                  | -                  | -                  | -           | -           | -           | -           | -           | 23     | 7      | 9      | 7      | 30,43      | subentrato, 15º         |
| 2010-gen. 2011       | Poggibonsi           | 2D                   | 18         | 7          | 4          | 7          | CI-LP           | 4               | 1               | 1               | 2               | -                  | -                  | -                  | -                  | -                  | -           | -           | -           | -           | -           | 22     | 8      | 5      | 9      | 36,36      | esonerato               |
| Totale Poggibonsi    | Totale Poggibonsi    | Totale Poggibonsi    | 41         | 14         | 13         | 14         |                 | 4               | 1               | 1               | 2               |                    | -                  | -                  | -                  | -                  |             | -           | -           | -           | -           | 45     | 15     | 14     | 16     | 33,33      |                         |
| dic. 2011-2012       | Borgo a Buggiano     | 2D                   | 19         | 9          | 3          | 7          | CI-LP           | -               | -               | -               | -               | -                  | -                  | -                  | -                  | -                  | -           | -           | -           | -           | -           | 19     | 9      | 3      | 7      | 47,37      | subentrato, 10º         |
| 2012-2013            | Pro Patria           | 2D                   | 34         | 18         | 8          | 8          | CI-LP           | 2               | 0               | 1               | 1               | -                  | -                  | -                  | -                  | -                  | S-2D        | 2           | 0           | 0           | 2           | 38     | 18     | 9      | 11     | 47,37      | 1º (prom.)              |
| feb.-giu. 2014       | Pergolettese         | 2D                   | 10         | 1          | 5          | 4          | CI-LP           | -               | -               | -               | -               | -                  | -                  | -                  | -                  | -                  | -           | -           | -           | -           | -           | 10     | 1      | 5      | 4      | 10,00      | subentrato, 15º (retr.) |
| mar.-giu. 2015       | Forlì                | LP                   | 10+2       | 4          | 2+1        | 4+1        | CI-LP           | -               | -               | -               | -               | -                  | -                  | -                  | -                  | -                  | -           | -           | -           | -           | -           | 12     | 4      | 3      | 5      | 33,33      | subentrato, 17º (retr.) |
| feb.-giu. 2017       | Carrarese            | LP                   | 11+2       | 3+2        | 4          | 4          | CI+CI-LP        | -               | -               | -               | -               | -                  | -                  | -                  | -                  | -                  | -           | -           | -           | -           | -           | 13     | 5      | 4      | 4      | 38,46      | subentrato, 16º         |
| Totale Carrarese     | Totale Carrarese     | Totale Carrarese     | 33         | 10         | 13         | 10         |                 | 4               | 0               | 2               | 2               |                    | -                  | -                  | -                  | -                  |             | -           | -           | -           | -           | 37     | 10     | 15     | 12     | 27,03      |                         |
| feb.-giu. 2021       | Prato                | D                    | 17+1       | 7          | 4          | 6+1        | -               | -               | -               | -               | -               | -                  | -                  | -                  | -                  | -                  | -           | -           | -           | -           | -           | 18     | 7      | 4      | 7      | 38,89      | subentrato, 4º          |
| mar.-giu. 2022       | Sangiovannese        | D                    | 11         | 3          | 6          | 2          | CI-D            | -               | -               | -               | -               | -                  | -                  | -                  | -                  | -                  | -           | -           | -           | -           | -           | 11     | 3      | 6      | 2      | 27,27      | subentrato, 12º         |
| 2022-2023            | Sangiovannese        | D                    | 34         | 9          | 14         | 11         | CI-D            | 1               | 0               | 0               | 1               | -                  | -                  | -                  | -                  | -                  | -           | -           | -           | -           | -           | 35     | 9      | 14     | 12     | 25,71      | 11º                     |
| Totale Sangiovannese | Totale Sangiovannese | Totale Sangiovannese | 45         | 12         | 20         | 13         |                 | 1               | 0               | 0               | 1               |                    | -                  | -                  | -                  | -                  |             | -           | -           | -           | -           | 46     | 12     | 20     | 14     | 26,09      |                         |
| mar.-giu. 2024       | Tuttocuoio           | Ecc.                 | 5          | 3          | 2          | 0          | CI-Dil          | -               | -               | -               | -               | -                  | -                  | -                  | -                  | -                  | -           | -           | -           | -           | -           | 5      | 3      | 2      | 0      | 60,00      | subentrato, 1º (prom.)  |
| 2024-2025            | Tuttocuoio           | D                    | 34         | 10         | 12         | 12         | CI-D            | 1               | 0               | 1               | 0               | -                  | -                  | -                  | -                  | -                  | -           | -           | -           | -           | -           | 35     | 10     | 13     | 12     | 28,57      | 10º                     |
| Totale Tuttocuoio    | Totale Tuttocuoio    | Totale Tuttocuoio    | 39         | 13         | 14         | 12         |                 | 1               | 0               | 1               | 0               |                    | -                  | -                  | -                  | -                  |             | -           | -           | -           | -           | 40     | 13     | 15     | 12     | 32,50      |                         |
| Totale carriera      | Totale carriera      | Totale carriera      | 383        | 137        | 133        | 113        |                 | 24              | 3               | 7               | 14              |                    | -                  | -                  | -                  | -                  |             | 2           | 0           | 0           | 2           | 409    | 140    | 140    | 129    | 34,23      |                         |

## Palmarès

### Giocatore

#### Club

##### Competizioni nazionali
- Supercoppa italiana: 1

Fiorentina: 1996

### Allenatore

#### Club

##### Competizioni nazionali
- Lega Pro Seconda Divisione: 1

Pro Patria: 2012-2013 (Girone A)

#### Competizioni regionali
- Eccellenza Toscana: 1

Tuttocuoio: 2023-2024 (Girone A)